# Liste des sénateurs de la Loire-Atlantique
Liste  référençant dans l'ordre chronologique les sénateurs (membres du Sénat français et chambres assimilées) élus dans la Loire-Inférieure, devenue le 1er janvier 1957 la Loire-Atlantique.

## Conseil des Anciens(1795-1799)
- Pierre Giraud du Plessis (1754-1820)

### Sénateurs du Premier Empire
- 3 nivôse an VIII (24 décembre 1799)  : Jean Philippe Garran de Coulon (1748-1816) ;
- 27 fructidor an X (14 septembre 1802) : Joseph Fouché (1759-1820) ;
- 6 germinal an XII (27 mars 1804) : François Cacault (1743-1805) ;

#### Première Restauration
- Mathieu-Augustin Cornet (1750-1832)

#### Cent-Jours
- Pierre Cambronne (1770-1842)

### Membres de laChambre des pairs

#### Seconde Restauration
- 23 décembre 1823 : Pierre Louis du Cambout de Coislin (1769-1837) ;
- 5 novembre 1827 : François-Auguste, baron Fauveau de Frénilly (1768-1848), député de la Loire-Inférieure (1821-1827)
- Mathieu-Augustin Cornet (1750-1832)

#### Monarchie de Juillet
- 23 décembre 1823 (prête serment au gouvernement de Juillet) : Pierre Louis du Cambout de Coislin (1769-1837) ;
- novembre 1832 : Louis Rousseau de Saint-Aignan (1767-1837)
- 11 septembre 1835 : Auguste Marie Rousseau de Saint-Aignan (1770-1858)
- Antoine Français (1756-1836), dit « de Nantes »
- Mathieu-Augustin Cornet (1750-1832)

### Sénateurs du Second Empire
- 4 décembre 1854 : Adolphe Billault (1805-1863), ministre de l'Intérieur, ministre sans portefeuille, ministre d'État ;
- 9 juin 1857 : Ferdinand Favre (1779-1867), député de la Loire-Inférieure (1848-1857) ;
- 15 mars 1865 : Émile Mellinet (1798-1894), général de division, commandant supérieur des Gardes nationales de la Seine ;

## Troisième République

### 1876-1879
- Henri Espivent de la Villesboisnet (1813-1908) ;
- Henri Baillardel de Lareinty (1824-1901) ;
- Alexandre de Lavrignais (1805-1886) ;

### 1879-1888
- Henri Espivent de la Villesboisnet (1813-1908) ;
- Henri Baillardel de Lareinty (1824-1901) ;
- Alexandre de Lavrignais (1805-1886). Fin de mandat le 11 juin 1886 (décédé) ;

### 1886
- Adolphe Decroix (1810-1894) ;
- Ernest Guibourd de Luzinais (1834-1899) ;

### 1895
- Charles Le Cour-Grandmaison (1848-1901) ;

### 1888-1897
- Adolphe Decroix (1810-1894). Fin de mandat le 30 décembre 1894 (décédé) ;
- Henri Espivent de la Villesboisnet (1813-1908) ;
- Ernest Guibourd de Luzinais (1834-1899) ;
- Henri Baillardel de Lareinty (1824-1901) ;

### 1897-1906
- Ernest Guibourd de Luzinais (1834-1899). Fin de mandat le 24 décembre 1899 (décédé) ;
- Henri Baillardel de Lareinty (1824-1901). Fin de mandat le 9 mars 1901 (décédé) ;
- Charles Le Cour-Grandmaison (1848-1901). Fin de mandat le 16 janvier 1901 (décédé) ;
- Augustin Maillard (1828-1926) ;

### 1900-
- Charles Étienne Gustave Le Clerc de Juigné (1825-1900), député de la Loire-Inférieure (1876-1898). Fin de mandat le 13 octobre 1900 (décédé) ;
- Auguste Mercier (1833-1921) ;

### 1901-
- Charles Édouard, comte de La Jaille (1836-1925), vice-amiral, préfet maritime de Brest ;
- Henri Le Cour-Grandmaison (1849-1916) ;
- Fernand du Breil de Pontbriand (1848-1916) ;

### 1906-1920
- Charles Édouard, comte de La Jaille (1836-1925), vice-amiral, préfet maritime de Brest ;
- Henri Le Cour-Grandmaison (1849-1916). Fin de mandat le 21 mars 1916 (décédé) ;
- Augustin Maillard (1828-1926) ;
- Auguste Mercier (1833-1921) ;
- Fernand du Breil de Pontbriand (1848-1916). Fin de mandat le 26 novembre 1916 (décédé) ;

### 1920-1924
- Jules Léon Jamin (1845-1920). Fin de mandat le 11 mai 1923 (décédé) ;
- Henri-Julien-Marie Busson-Billault (1853-1923). Fin de mandat le 20 janvier 1900 (décédé) ;
- Jean Babin-Chevaye (1863-1936) ;
- Charles François-Saint-Maur (1869-1949) ;
- Ambroise de Landemont (1856-1932) ;
- Pierre de Montaigu (1844-1927), député de la Loire-Inférieure (1898-1910) ;

### 1923
- Jules-Albert de Dion (1856-1946), ancien député de la Loire-Inférieure (1902-1924) ;

### 1924-1933
- Jean Babin-Chevaye (1863-1936) ;
- Jules-Albert de Dion (1856-1946) ;
- Charles François-Saint-Maur (1869-1949) ;
- Ambroise de Landemont (1856-1932). Fin de mandat le 7 mars 1932 (décédé) ;
- Pierre de Montaigu (1844-1927), député de la Loire-Inférieure (1898-1910) ;

### 1927
- Louis Linÿer (1878-1962) ;

### 1932
- Gustave Gautherot (1880-1948) ;

### 1933-1941
- Jean Babin-Chevaye (1863-1936). Fin de mandat le 11 septembre 1936 (décédé) ;
- Jules-Albert de Dion (1856-1946) ;
- Charles François-Saint-Maur (1869-1949) ;
- Gustave Gautherot (1880-1948) ;
- Louis Linÿer (1878-1962) ;

### 1936
- Jacques de Juigné (1874-1951), député de la Loire-Inférieure (1906-1936) ;

## Quatrième République

### 1946-1948
- Georges Aguesse (1903-1994) ;
- Abel Durand (1879-1975) ;
- Corentin Le Contel (1907-1977) ;

### 1948-1955
- René Dubois (1893-1982), député (1945-1948) ;
- Abel Durand (1879-1975) ;
- Michel de Pontbriand (1911-2000) ;
- Pierre Fleury (1876-1969), maire du Clion (1925-1964) ;

### 1955-1959
- Georges Aguesse (1903-1994) ;
- René Dubois (1893-1982), député (1945-1948) ;
- Abel Durand (1879-1975) ;
- Michel de Pontbriand (1911-2000) ;

## Cinquième République

### 1959-1965
- Albert Boucher (1898-1965). Fin de mandat le 2 mars 1965 (décédé),
  - Remplacé le 3 mars 1965 par Paul Guillard (1910-2008) ;
- Michel de Pontbriand (1911-2000) ;
- René Dubois (1893-1982), député (1945-1948) ;
- Abel Durand (1879-1975) ;

### 1965-1974
- Michel Chauty (1924-2007) ;
- Paul Guillard (1910-2008) ;
- Maurice Sambron (1898-1973). Fin de mandat le 13 décembre 1973 (décédé) ;
  - Remplacé le 14 décembre 1973 par Henri Fournis (1912-1995). Fin de mandat le 1er octobre 1974 (non réélu) ;
- André Morice (1900-1990) ;

### 1974-1983
- Michel Chauty (1924-2007) ;
- Paul Guillard (1910-2008) ;
- Bernard Legrand (1924-1997) ;
- André Morice (1900-1990) ;

### 1983-1992
- François Autain (rattaché CRC-SPG, 1935-2019)
- Michel Chauty (1924-2007) ;
- Charles-Henri de Cossé-Brissac (1936-2003) ;
- Luc Dejoie (1931-2006) ;
- Bernard Legrand (1924-1997) ;

### 1992-2001
- François Autain (rattaché CRC-SPG, 1935-2019)
- Charles-Henri de Cossé-Brissac (1936-2003) ;
- Luc Dejoie (1931-2006) ;
- Marie-Madeleine Dieulangard (1931-2006) ;
- Guy Lemaire (né en 1938) ;

### 2001-2011
- François Autain (rattaché CRC-SPG, 1935-2019)
- Charles Gautier (SOC)
- Gisèle Gautier  (UMP)
- Monique Papon (UMP)
- André Trillard (UMP)

### 2011-2017
Source : Résultats 2011 sur le site du Sénat
- Ronan Dantec (Europe Écologie Les Verts)
- Joël Guerriau (UDI)
- Michelle Meunier (SOC)
- André Trillard (UMP)
- Yannick Vaugrenard (SOC)

### 2017-2023
Source : Résultats 2017 sur le site du Sénat
- Ronan Dantec (DVG)
- Joël Guerriau (UDI)
- Michelle Meunier (SOC)
- Christophe Priou (LR) (1er octobre 2017 - 31 octobre 2020)
- Laurence Garnier (LR) (à partir du 31 octobre 2020)
- Yannick Vaugrenard (SOC)

### 2023-2029
Source : Résultats 2023 sur le site du Sénat
- Karine Daniel (Union de la Gauche)
- Ronan Dantec (Union de la Gauche)
- Philippe Grosvalet (DVG)
- Laurence Garnier (Union de la Droite) (jusqu'au 22 octobre 2024, puis à partir de janvier 2025)
- Maurice Perrion (Union de la Droite) (à partir du 22 octobre 2024 jusqu'en janvier 2025)[4]
- Joël Guerriau (Divers centre)

Note : ici est indiqué l'étiquette des listes et non pas l'appartenance partisane des candidats.

## Source
- Site du Sénat français